# Файзи, Ахмед Сафиевич
Ахмед Файзи (настоящая фамилия — Файзуллин; 1903 — 1958, Казань, Татарская АССР, РСФСР) — татарский советский писатель, поэт-лирик, либреттист, драматург литературовед. Заслуженный деятель искусств РСФСР (1957). Лауреат Республиканской премии имени Габдуллы Тукая (1958).

## Биография
Родился в семье кустаря. В 1911—1915 годах учился в медресе. Позже в русско-татарской гимназии. В 1921 году окончил Восточный институт в Оренбурге. Работал учителем с 1922 года, вёл культурно-просветительную работу на Донбассе, с 1929 года жил в Казани.
Участник Великой Отечественной войны

## Творчество
Дебютировал, как поэт в 1918 году. Отдал дань формалистическим увлечениям, но с середины 1920-х стал писать в реалистической манере. Творчество А. Файзи многогранно — он поэт, прозаик, драматург, детский писатель, публицист.
Большой успех имела поэма «Флейты» (1933) о духовных исканиях интеллигенции; баллады «Пустыня и человек» (1936) о нравственной стойкости советского человека, «Почему молчит чёрный камень» (1940) посвященной В. И. Ленину.
Автор многих стихотворных сборников. Стихи его отличаются музыкальностью, многие татарские композиторы использовали их в качестве поэтической основы своих песен и романсов.
Долгие годы изучал жизнь и творчество Г. Тукая. Его перу принадлежит драма «Тукай» (1938), опубликовал первую часть романа «Тукай» о поэте (1952), писал баллады.
Автор либретто опер «Качкын» («Беглец», 1939) и «Джалиль» (музыка Н. Жиганова, 1957), музыкальной комедии «Чайки» Д. Файзи (1944), создал либретто первого татарского балета «Шурале» («Леший») Ф. Яруллина (1945) по мотивам поэтических сказок Тукая; балетов «Кисекбаш» («Отсечённая голова») Губайдуллина (1958). На текст А. Файзи написана первая татарская кантата «Молодые патриоты» М. Юдина (1944).
А. Файзи написал историческую драму «Пугачёв в Казани».
Драматургия А. Файзи — крупное явление татарской советской литературы.

## Память

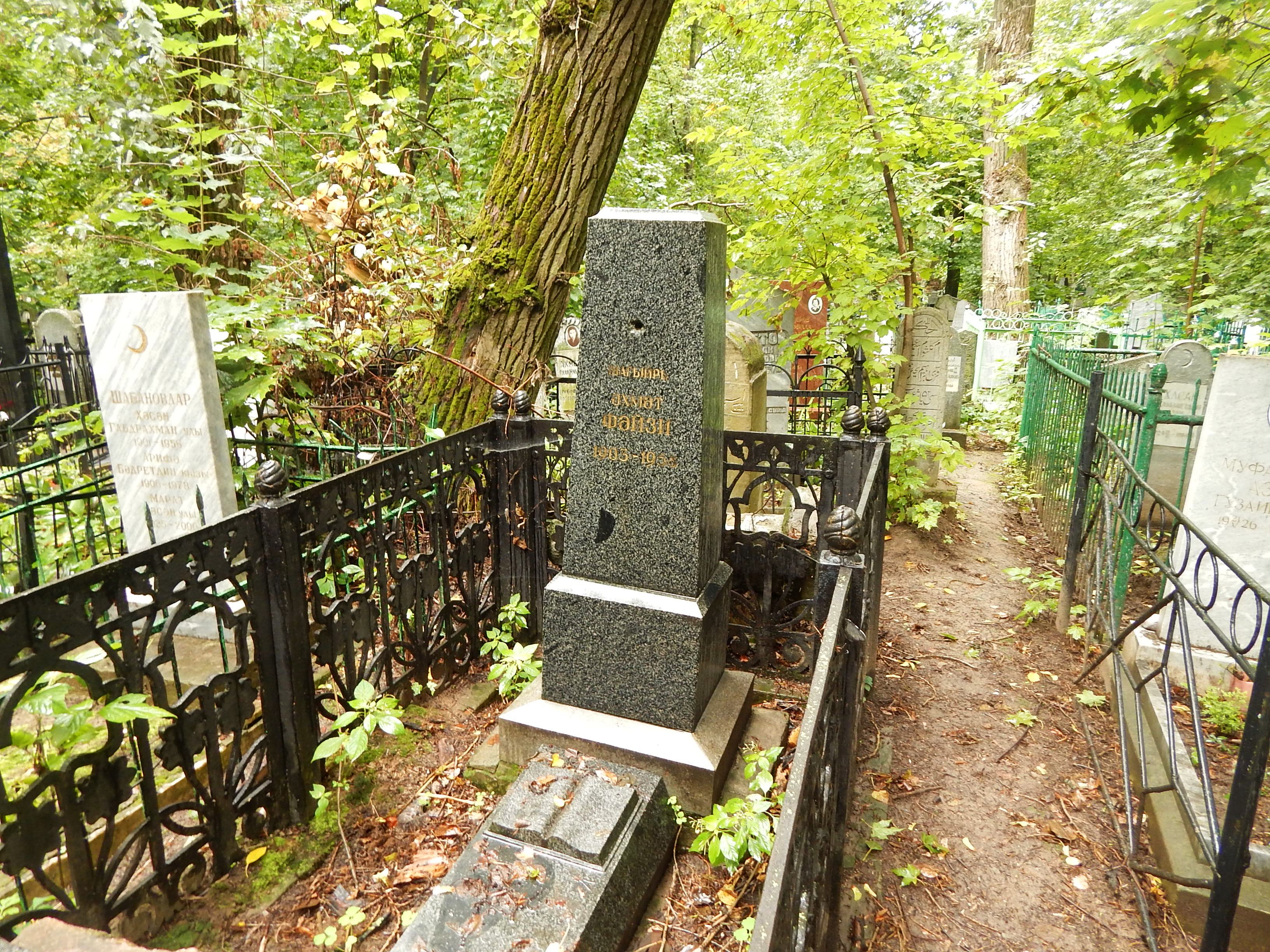
Могила А. Файзи на Татарском кладбище в Казани

Похоронен на Татарском кладбище в Казани.

## Известные адреса
- Казань, улица Баумана, дом 68, квартира 7.[2]